# Traktat o formach i przepisach turniejowych
Traktat o formach i przepisach turniejowych (fr. Traitè de la forme et devis d'un tournois) – francuskojęzyczny rękopis iluminowany autorstwa René d’Anjou, księcia Andegawenii i Lotaryngii, hrabiego Prowansji, zwany również Księgą turniejową (Le livre des tournois). Rękopis należy do kolekcji księżnej Izabeli Czartoryskiej i był wykonany dla Jeana d’Armagnac, księcia Nemours.
Rękopis iluminowany znajdujący się w kolekcji Biblioteki Książąt Czartoryskich jest jedną z pięciu replik warsztatowych egzemplarza wzorcowego powstałego w 1460 roku ilustrowanego przez nadwornego malarza René d’Anjou, Flamanda Barthélemy’ego d’Eyck. Oryginalny rękopis znajduje się w Bibliotece Narodowej Francji (Fr.2695). Replika za zbiorów czartoryskich mogła powstać za sprawą Mistrza Coeur d’amour épris (autora innego iluminowanego rękopisu, romansu alegorycznego Livre du Coeur d’amour épris).

## Opis rękopisu
Traktat opisuje reguły, zwyczaje i akcesoria turniejowe oraz zasady zbiorowej walki konnej obowiązujące w krajach o najdłuższej tradycji gier rycerskich: Francji, Flandrii, Brabancji i Nadrenii. Był on dedykowany bratu René Karolowi Walezjuszowi, hrabiemu Maine. Rękopis składa się z cyklu dwudziestu sześciu dużych ilustracji przedstawiających przebieg fikcyjnego turnieju rycerskiego rozegranego pomiędzy książętami Burbon i Bretanii. Rysunki zostały wykonane czarnym i brunatnym atramentem, podmalowane akwarelą i gwaszem o pastelowym kolorycie. Dominują w nim odcienie różu w tonacji malinowej, błękity, gama brązów i szarości, ciepła zieleń oraz mocniejsze akcenty cynobru. Rękopis krakowski wyróżnia się spośród pozostałych czterech replik głębią przestrzeni oraz dodatkowymi rozległymi pejzażami malowanymi szkicowo w tle ukazanych scen.
Rękopis został napisany w języku francuskim, piętnastowieczną kursywą w jednej kolumnie na pergaminie. Ma pięćdziesiąt pięć kart, zawiera szesnaście rysunków całostronicowych i dziesięć dwustronicowych. W 1970 roku Stanisław Wilczek wykonał dla rękopisu oprawę.

## Opis karty XXXVIII–XXXIX
|                                                                          |                                                                |
| Traktat o formach i przepisach turniejowych                              |                                                                |
| k.XXXVIII z oryginalnego kodeksu z ok. 1460, Biblioteka Narodowa Francji | k.XXXVIII z repliki warsztatowej ks. Czartoryskiej z 1465-1470 |

Całostronicowa miniatura przedstawia jeden z ważniejszych momentów podczas turnieju rycerskiego – składanie przyrzeczenia przez rycerstwo. Przy szrankach umieszczone zostały loże dla wysoko urodzonych. Z lewej strony znajduje się loża obita niebieskim suknem i ozdobiona herbami, w której zasiadają sędziowie jednakowo odziani w malinoworóżowe houppelande i kapelusze typu chaperon. Wśród nich znajduje się również herold organizatora turnieju. W sąsiedniej, jasnoróżowej loży artysta przedstawił modnie ubrane damy w wysokich czepcach, z biżuterią ozdabiającą dekolty. U spodu lóż, w szrankach widoczny jest orszak rycerzy bretońskich, którzy złożywszy przyrzeczenie gotują się do opuszczenia placu. Z prawej strony nadjeżdża kawalkada rycerzy księcia de Burbon, o czym świadczy proporzec z liliami heraldycznymi w kratownicy przepasany czerwonym skosem. Po złożeniu przyrzeczenia przez drugi orszak dojdzie do pojedynku, co ukazane zostało na kolejnej miniaturze.

## Proweniencja
Rękopis w XV wieku stanowił własność Jeana d’Armagnac, księcia Nemours. Pod koniec 1500 roku rękopis znajdował się w kolekcji księcia Burbonii, Pierre’a de Beaujeau a następnie przeszedł na własność książąt Conti. Około 1811 roku rękopis został ofiarowany do nowo otwartego Domu Gotyckiego w Puławach przez francuskiego literata, wydawcę i archeologa Marie Charlesa Josepha de Pougenes.